# پیمان ابراهیم
پیمان ابراهیم یا توافق‌نامه‌های ابراهیم مجموعه‌ای از توافق‌ها هستند که عادی‌سازی روابط دیپلماتیک بین اسرائیل و چند کشور عربی، ابتدا با امارات متحده عربی و بحرین، را برقرار کردند. این توافق‌نامه‌ها در اوت و سپتامبر ۲۰۲۰ اعلام و در ۱۵ سپتامبر ۲۰۲۰ در واشینگتن دی.سی. امضا شدند و با میانجی‌گری ایالات متحده در دورهٔ ریاست‌جمهوری دونالد ترامپ به انجام رسیدند. امارات متحدهٔ عربی و بحرین اولین کشورهای عربی بودند که از زمان اردن در سال ۱۹۹۴ به‌طور رسمی اسرائیل را به رسمیت شناختند. در ماه‌های بعد، سودان و مراکش نیز برای عادی‌سازی روابط با اسرائیل توافق کردند، اگرچه توافق سودان تا سال ۲۰۲۴ هنوز به تصویب نرسیده است. در جولای ۲۰۲۵، گزارش شد که دولت دوم ترامپ در حال آغاز گسترش این توافق‌نامه‌ها برای شامل کردن سوریه، لبنان و عربستان سعودی است.
توافق‌نامه‌های ابراهیم در پس‌زمینهٔ افزایش همکاری‌های غیررسمی میان اسرائیل و کشورهای عربی سنی در طول دههٔ ۲۰۱۰ شکل گرفت که ناشی از نگرانی‌های مشترک دربارهٔ ایران بود. تلاش‌ها برای ایجاد روابط تا سال ۲۰۱۸ به‌طور فزاینده‌ای علنی شده بود، و مقامات اسرائیلی به کشورهای عربی خلیج فارس سفر کرده بودند و همکاری‌های محدود نظامی و اطلاعاتی آغاز شده بود. در اواسط سال ۲۰۲۰، توافقی برای عادی‌سازی روابط بین اسرائیل و امارات متحدهٔ عربی با میانجی‌گری انجام شد که در ازای آن، اسرائیل طرح‌های خود برای الحاق بخش‌هایی از کرانه باختری، همان‌طور که در طرح صلح ترامپ پیشنهاد شده بود، به حالت تعلیق درآورد.
این توافق‌نامه‌ها همکاری‌های اقتصادی، دیپلماتیک و امنیتی را رسمیت بخشیدند. در مورد مراکش، عادی‌سازی روابط با به رسمیت شناختن حاکمیت مراکش بر صحرای غربی توسط ایالات متحده همراه شد. برای سودان، این توافق شامل حذف نام این کشور از فهرست کشورهای حامی تروریسم ایالات متحده و دسترسی به حمایت‌های مالی بین‌المللی بود. این توافق‌نامه‌ها در مراسم‌های باشکوهی ارائه شدند و توسط دولت ترامپ به عنوان دستاورد دیپلماتیک بزرگی به‌طور گسترده تبلیغ شدند.
واکنش‌ها در جهان عرب متفاوت بود. در حالی که دولت‌ها حمایت خود را ابراز کردند، افکار عمومی در بسیاری از کشورها همچنان مخالف بود، به‌ویژه به دلیل عدم پیشرفت در حل‌وفصل درگیری فلسطین و اسرائیل. با وجود این، توافق‌نامه‌ها به ابتکارات جدیدی در زمینه‌های تجارت، دفاع، انرژی، فناوری و تبادل فرهنگی منجر شدند. نام «توافق‌نامه‌های ابراهیم» به دلیل میراث مشترک ادیان ابراهیمی—یهودیت و اسلام—انتخاب شد.

## زمینه
اگرچه بحرین و امارات هرگز درگیر جنگ با اسرائیل نبودند، اما کشورهای خلیج فارس از زمان استقلالشان در ۱۹۴۸، اسرائیل را تحریم کرده بودند. کشورهای عربی طی این سال‌ها به تدریج روابطی پنهانی با اسرائیل برقرار کرده بودند. دولت فلسطین در اعتراض به توافق‌ها از نقش خود به عنوان رئیس اتحادیهٔ کشورهای عرب خارج شد.
این توافقنامه به نام ابراهیم نام‌گذاری شده که در یهودیت و اسلام به عنوان پیامبر شناخته می‌شود و به‌طور سنتی پدر مشترک یهودیان و اعراب (از طریق اسحاق و اسماعیل) در نظر گرفته می‌شود. پیمان صلح با امارات متحدهٔ عربی رسماً با عنوان توافقنامهٔ صلح پیمان ابراهیم: صلح‌نامه، عادی‌سازی روابط دیپلماتیک و کامل بین امارات متحدهٔ عربی و کشور اسرائیل، عنوان توافقنامهٔ صلح بین بحرین و اسرائیل به‌طور رسمی توافق‌های ابراهیم: اعلامیهٔ صلح، همکاری و روابط سازندهٔ دیپلماتیک و دوستانه است، که در ۱۱ سپتامبر توسط ایالات متحده اعلام شد.
از این عنوان همچنین برای اشارهٔ کلی به توافق‌نامه‌های صلح به ترتیب توافقنامهٔ صلح اسرائیل-امارات متحدهٔ عربی و توافقنامهٔ عادی‌سازی روابط بحرین–اسرائیل استفاده شد. از زمان صلح مصر سال ۱۳۵۷ و صلح با اردن در ۱۳۷۳، این اولین باری بود که یک کشور عربی با اسرائیل روابط عادی برقرار می‌کرد. این توافقنامه‌ها توسط وزیران امور خارجهٔ بحرین عبداللطیف بن راشد الزایانی و امارات عبدالله بن زاید آل نهیان و نخست‌وزیر اسرائیل بنیامین نتانیاهو در ۱۵ سپتامبر سال ۲۰۲۰ در کاخ سفید امضا شد.

## اسناد

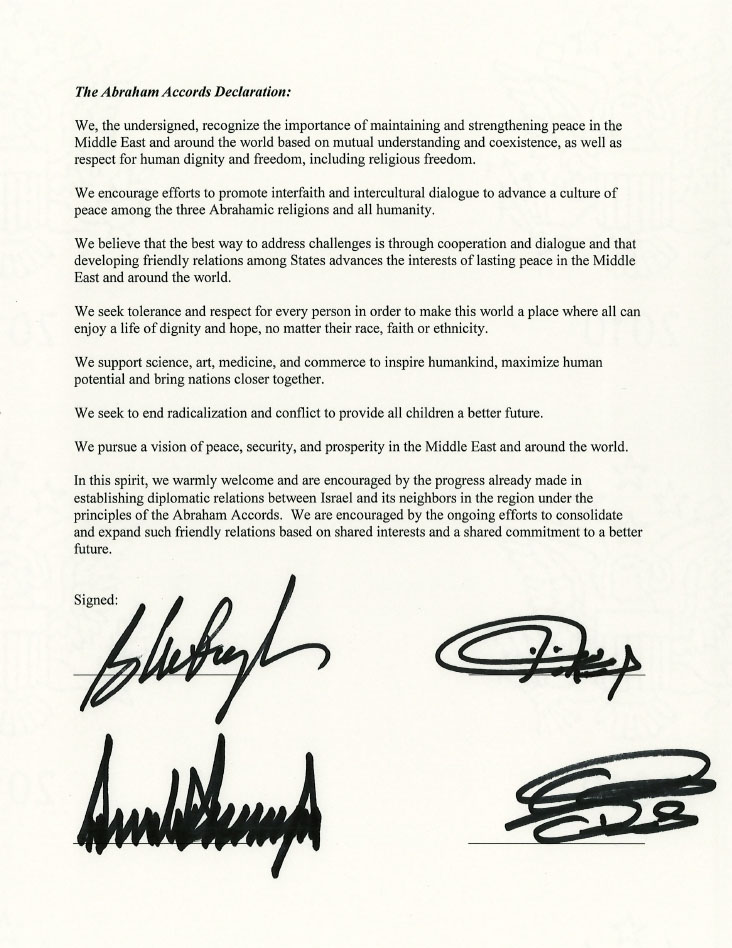
اعلامیهٔ توافقنامهٔ ابراهیم

اسناد مربوط به توافقنامه‌های ابراهیم به شرح زیر است:
| نام                               | نام رسمی                                                                                               | تاریخ           | امضا کنندگان                         | متن کامل |
| --------------------------------- | --- | --------------- | ------------------------------------ | -------- |
| اعلامیه                           | بیانیهٔ توافقنامه‌های ابراهیم                                                                            | ۱۵ سپتامبر ۲۰۲۰ | ایالات متحده، اسرائیل، امارات، بحرین | [ ۲۰ ]   |
| توافق اسرائیل و امارات متحدهٔ عربی | توافقنامهٔ صلح ابراهیم: پیمان صلح، عادی‌سازی روابط دیپلماتیک و کامل بین امارات متحدهٔ عربی و دولت اسرائیل | ۱۵ سپتامبر ۲۰۲۰ | اسرائیل، امارات، ایالت متحده (شاهد)  | [ ۲۱ ]   |
| توافقنامهٔ بحرین - اسرائیل         | توافق‌نامه‌های ابراهیم: اعلامیهٔ صلح، همکاری و روابط سازندهٔ دیپلماتیک و دوستانه                           | ۱۵ سپتامبر ۲۰۲۰ | بحرین، اسرائیل، ایالت متحده (شاهد)   | [ ۲۲ ]   |

به گفتهٔ روزنامهٔ اسرائیلی هاآرتس چهار طرف ابتدا بیانیهٔ توافقنامه‌های ابراهیم را امضا کردند، «بیانیه‌ای کلی، نمادی از اهداف» و از سه سند امضا شده به عنوان «یک دسته بیانیه از نوع بیانیه‌های مسابقه‌های دختر شایستهٔ جهان در حمایت از صلح جهانی» قلمداد کرد.

## پیامد
در هنگام امضای این قرارداد، ترامپ گفت که پنج کشور از جمله عربستان سعودی به زودی می‌توانند صلح کنند، اگرچه تحلیلگران معتقدند سودان و عمان در کوتاه‌مدت کاندیداهای بهتری هستند. در ۲۳ سپتامبر سال ۲۰۲۰، کلی کرفت، سفیر ایالات متحده در سازمان ملل گفت که کشور جدیدی «طی یک یا دو روز آینده» اسرائیل را به رسمیت می‌شناسد. در ۲۶ سپتامبر سال ۲۰۲۰، عبدالله حمدوک، نخست‌وزیر سودان گفت که نمی‌خواهد حذف آن از لیست تروریسم ایالات متحده را به عادی‌سازی روابط با اسرائیل مطابق درخواست ایالات متحده مرتبط کند.
در ۲۳ اکتبر سال ۲۰۲۰ سودان به توافق ابراهیم پیوست و با توافقنامه‌ای که توسط ایالات متحده و رئیس‌جمهور ترامپ ساخته شد، برای عادی‌سازی روابط با اسرائیل توافق کرد. نخست‌وزیر اسرائیل بنیامین نتانیاهو گفت، «این زمان نویی است. دوران صلح واقعی. صلحی که سه تای آن‌ها طی هفته‌های اخیر [برقرار شد] با سایر کشورهای عربی در حال گسترش است». ایالات متحده موافقت کرد سودان را از فهرست حامیان دولتی تروریسم حذف کند، تحریم‌های اقتصادی متداخل را لغو کرد و توافق کرد که بحث‌های مربوط به بخشش بدهی را پیش ببرد. سودان با انکار هرگونه تخلف، موافقت کرد ۳۳۵ میلیون دلار آمریکا غرامت به قربانیان حملات تروریستی آمریکایی بپردازد. عبدالله حمدوک نخست‌وزیر سودان در توییتی از حساب رسمی توئیتر خود از ترامپ برای امضای دستورالعمل حذف کشورش از لیست حامیان دولتی تروریسم تشکر کرد، اما به توافق با اسرائیل اشاره نکرد.

## اثر اقتصادی
در حالی همکاری‌های دو کشور از مدت‌ها پیش در زمینه‌های تجاری از جمله تجارت الماس و صنایع با فناوری بالا از جمله هوش مصنوعی و دفاع به رسمیت شناخته شده بودند، این توافقنامه دریچهٔ همکاری گستردهٔ اقتصادی، از جمله سرمایه‌گذاری‌های رسمی را باز کرد. دفتر سرمایه‌گذاری ابوظبی اولین شعبهٔ خارج از کشور خود را در اسرائیل افتتاح کرد. تعدادی رستوران کوشر در امارات متحدهٔ عربی افتتاح شد تا بتوانند از بازدیدکنندگان یهودی پذیرایی کنند.

## نظرسنجی‌ها
نظرسنجی‌ها نشان می‌دهند در کشورهای عربی که توافق‌نامه‌های عادی‌سازی با اسرائیل را امضا کرده‌اند، اکثریت شهروندان دیدگاه منفی نسبت به توافق‌نامه‌های ابراهیم دارند.
در نوامبر ۲۰۲۲، ۷۶ درصد از پاسخ‌دهندگان سعودی اظهار داشتند که نظر منفی نسبت به توافق‌نامه‌های ابراهیم دارند. بر اساس نظرسنجی انجام‌شده توسط مؤسسه واشینگتن برای سیاست خاور نزدیک بین ۱۴ نوامبر و ۶ دسامبر ۲۰۲۳، ۹۶ درصد از شرکت‌کنندگان سعودی معتقد بودند که کشورهای عربی باید روابط خود با اسرائیل را قطع کنند، و تنها ۱۶ درصد از سعودی‌ها گفتند که حماس باید چاره دوکشوری را بپذیرد.